# Neu Kuttendorf

Panorama von Neu Kuttendorf

Neu Kuttendorf (polnisch Nowe Kotkowice) ist ein Ort in der Stadt- und Landgemeinde Oberglogau (Głogówek) im Powiat Prudnicki der Woiwodschaft Opole in Polen.

## Geographie
Das Straßendorf Neu Kuttendorf liegt fünf Kilometer nordöstlich von Oberglogau, 25 Kilometer östlich von Prudnik (Neustadt O.S.) und 33 Kilometer südlich von Opole (Oppeln) in der Nizina Śląska (Schlesische Tiefebene).
Ortsteil von Neu Kuttendorf ist der westlich vom Ort gelegene Weiler Schekai (Chudoba).
Nachbarorte von Neu Kuttendorf sind im Westen der Weiler Schekai (Chudoba) und Repsch (Rzepcze), im Norden Kórnica (Körnitz) und der Weiler Agnieszczyn (Agnesenhof), im Osten Rosnochau (Rozkochów), im Süden Alt Kuttendorf (Stare Kotkowice) und im Südwesten die Stadt Oberglogau.

## Geschichte
Seinen Ortsnamen erhielt Neu Kuttendorf nach dem südlich gelegenen Dorf Kuttendorf, das fortan Alt Kuttendorf genannt wurde. Weitere Bezeichnungen waren auch Hundsbeck und Hausbeck. Dabei leitete sich der Name vom Vorwerk Hundsbeck ab. 1818 zählte Neu Kuttendorf sieben Bauern und ein Vorwerk. Nach der Neuorgliederung der Provinz Schlesien gehörte die Landgemeinde Neu Kuttendorf ab 1816 zum Landkreis Neustadt O.S., mit dem sie bis 1945 verbunden blieb. 1845 bestanden im Ort ein Vorwerk, ein Kretschmer und 19 Häuser. Die Einwohnerzahl lag damals bei 115, allesamt katholisch. Für das Jahr 1865 sind verzeichnet: sieben Gärtner- und vier Häuslerstellen. Zu diesem Zeitpunkt war der Ort nach Oberglogau eingepfarrt; die Schüler waren nach Rosnochau eingeschult.  1874 wurde der Amtsbezirk Schloß Ober Glogau I gebildet, dem die Landgemeinden Alt Kuttendorf, Fröbel, Göglichen, Hinterdorf, Neu Kuttendorf, Ober Glogau, Schloß und Weingasse sowie die Gutsbezirke Alt Kuttendorf, Fröbel, Göglichen, Neu Kuttendorf, Ober Glogau, Majoratsgut eingegliedert waren.
Bei der Volksabstimmung in Oberschlesien am 20. März 1921 stimmten 78 Wahlberechtigte für einen Verbleib bei Deutschland und sieben für die Zugehörigkeit zu Polen. Neu Kuttendorf verblieb beim Deutschen Reich. Um 1930 verkaufte die Familie von Oppersdorff das Gut Neu Kuttendorf. 1933 lebten im Ort 134 Einwohner, 1939 waren es 138 Einwohner. Ende der 1930er Jahre entstand ein Flugplatz.
Als Folge des Zweiten Weltkrieges fiel Neu Kuttendorf 1945 unter polnische Verwaltung, wurde in Nowe Kotkowice umbenannt und der Woiwodschaft Schlesien angeschlossen. 1950 wurde es der Woiwodschaft Opole eingegliedert. Seit  1999 gehört er zum Powiat Prudnicki. Am 22. April 2009 wurde in der Gemeinde Oberglogau, der Neu Kuttendorf angehört, Deutsch als zweite Amtssprache eingeführt. Am 1. Dezember 2009 erhielt der Ort zusätzlich den amtlichen deutschen Ortsnamen Neu Kuttendorf.

## Sehenswürdigkeiten

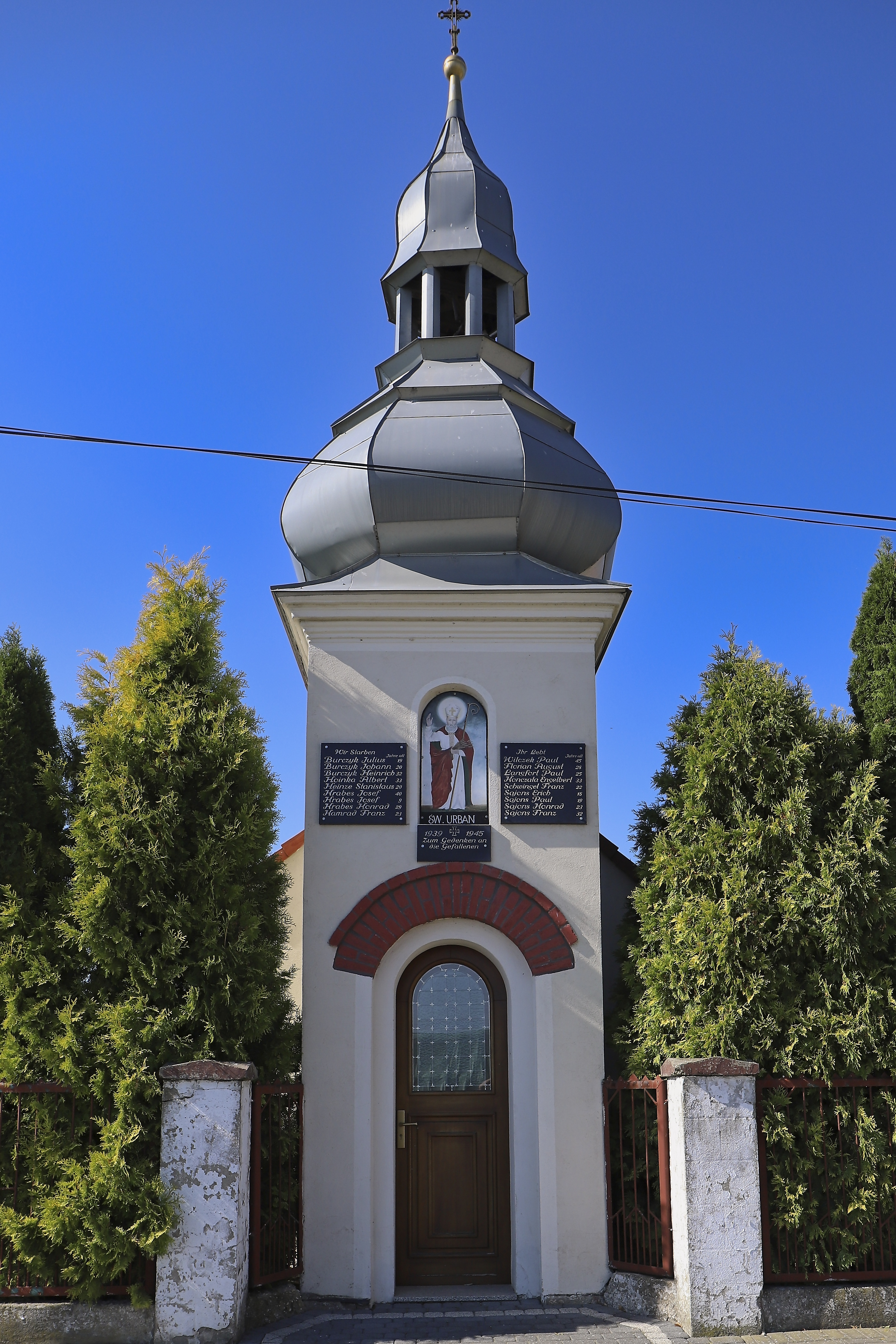
Kapelle

- Kapelle aus dem Jahr 1913 mit Gefallenendenkmal

## Vereine
- Deutscher Freundschaftskreis